# Rockland Radio

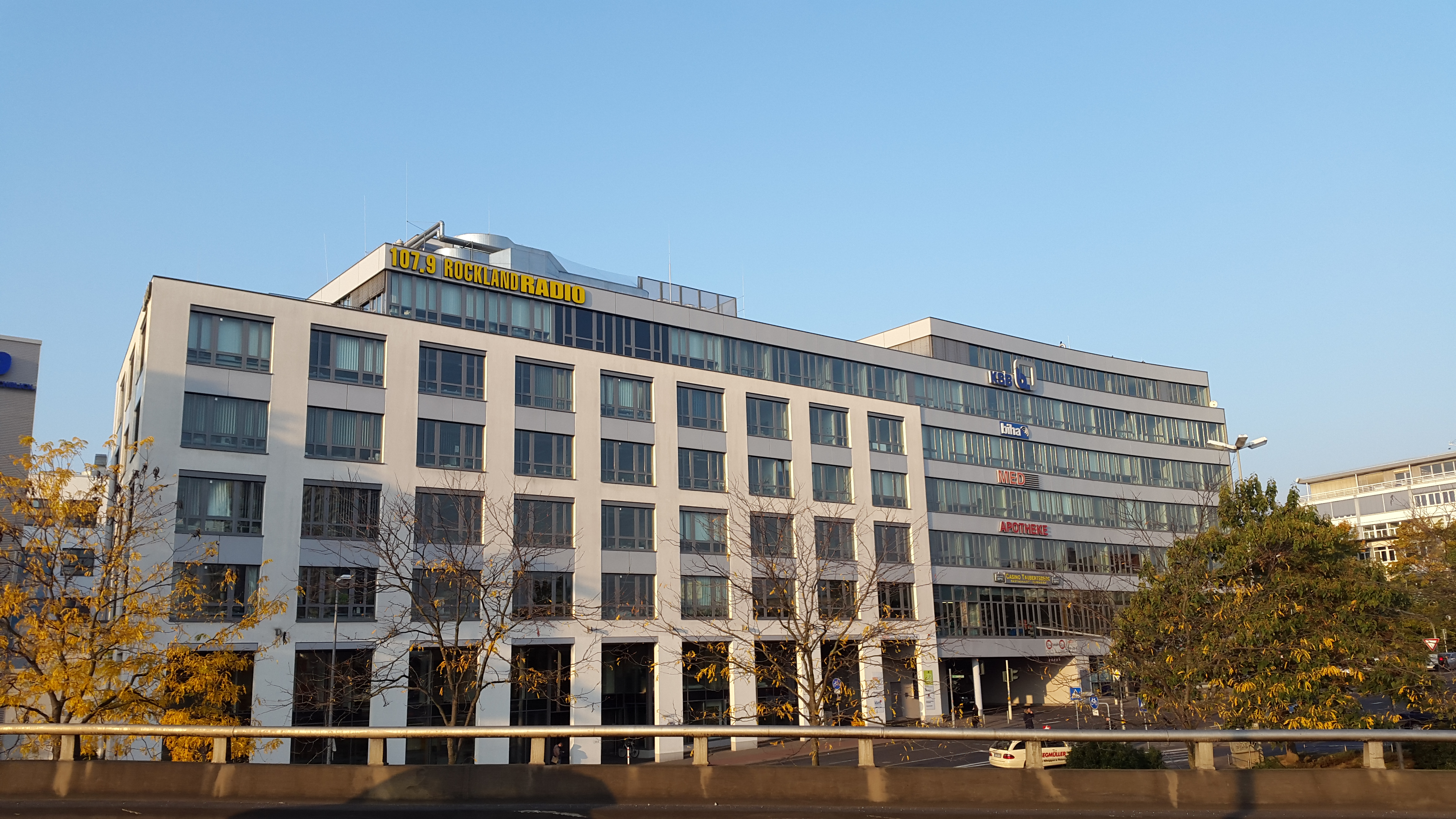
Sitz von Rockland Radio in Mainz

Rockland Radio ist ein privater Radiosender, der aus Mainz sendet. Das Musikspartenprogramm spielt vor allem Rockmusik der 1960er-, 1970er- und 1980er-Jahre sowie gitarrenlastige Popmusik. Seit Oktober 2013 wirbt der Sender mit dem Motto „bester Rock ’n Pop“.

## Programm

Logo bis Mai 2023

Das Programm wird in Rheinland-Pfalz und Teilen Baden-Württembergs und Hessens gesendet. Es ist als lokales Programm-Network angelegt. Das bedeutet, dass das Programm stündlich bis zu fünfzehn Mal auseinander geschaltet wird. So werden regionale Inhalte wie Werbung, Nachrichten und Beiträge je nach Region unterschiedlich ausgestrahlt. Zur Finanzierung der lokalen Programminhalte werden lokale Werbeblöcke gesendet.
Die Regionalnachrichten werden, je nach Tageszeit, halbstündlich oder stündlich gesendet. Die Nachrichten sind auswärtig vorproduziert und werden stündlich aktualisiert übernommen.

## Zielgruppe
In der Altersdefinition besteht die Kern-Zielgruppe aus 30–55-Jährigen.

## Musikauswahl
Die Musikauswahl besteht zu 70 % aus Rock- und zu 30 % aus Popmusik. Die Bandbreite der Songs reicht von den 1960er-Jahren bis heute.

## Deutsches Städte-Network
Rockland Radio ist Teil des deutschen Städte-Networks, dessen Programm zusammen mit den Partnersendern Radio 21 und Antenne Sylt in über 30 Ballungsräumen in Niedersachsen, Bremen, Hamburg, Nordrhein-Westfalen und Schleswig-Holstein sowie Rheinland-Pfalz und Teilen Hessens und Baden-Württembergs verbreitet wird. Moderationen und Musik sind synchron. Werbung, lokale und regionale Beiträge sowie wie der Sendername in Jingles unterscheiden sich voneinander.

## Kritik
Kritisiert wird unter anderem, dass der Empfang von Rockland Radio auf der UKW-Frequenz 107,9 MHz im Raum Mainz aufgrund technischer Probleme eingeschränkt ist, die auf eine unglückliche Frequenzplanung zurückzuführen sind. Diese Frequenz wird sowohl von Rockland Radio vom Senderstandort Hohe Wurzel bei Wiesbaden als auch von BR-Klassik vom Kreuzberg in der Rhön genutzt. Diese Doppelbelegung führt zu erheblichen Empfangsstörungen, da sich die beiden Sender gegenseitig überlagern und somit in weiten Teilen des Rhein-Main-Gebiets kein klarer Empfang möglich ist.

## Empfang
Das Programm kann in vielen Teilen von Rheinland-Pfalz, Baden-Württemberg und Hessen über UKW und Kabel (DVB-C), sowie per Livestream im Internet empfangen werden. In ganz Rheinland-Pfalz ist das Programm zusätzlich über DAB+ im Kanal 11A empfangbar. Über eine App für Android und iOS ist Rockland Radio auch auf dem Smartphone und Tablet zu empfangen.

### Frequenzen
| Andernach             | 88,3 MHz  |
| Bad Kreuznach         | 106,5 MHz |
| Bitburg               | 107,9 MHz |
| Kirchheimbolanden     | 97,1 MHz  |
| Kaiserslautern        | 87,6 MHz  |
| Koblenz               | 88,3 MHz  |
| Linz/Remagen          | 96,9 MHz  |
| Mannheim/Ludwigshafen | 93,2 MHz  |
| Mainz/Wiesbaden       | 107,9 MHz |
| Mayen                 | 88,3 MHz  |
| Speyer                | 93,2 MHz  |
| Trier                 | 105,8 MHz |